# Nowocharitonowo
Nowocharitonowo (ros. Новохаритоново) – wieś (sieło) w Rosji, w obwodzie moskiewskim, w rejonie ramieńskim. W 2021 liczyła 902 mieszkańców.